# Hoạt động thống kê

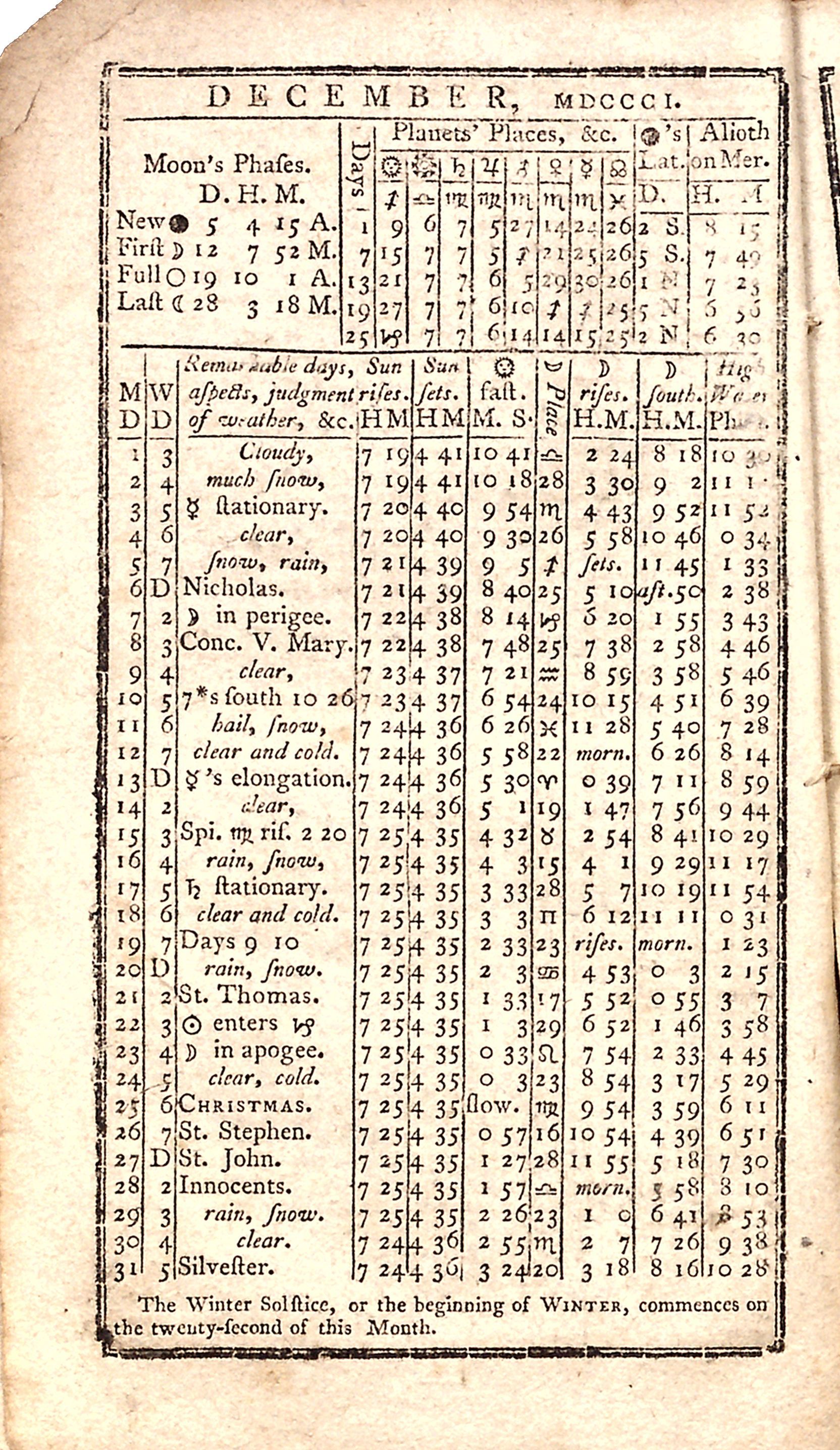
Một tài liệu về hoạt động thống kê

Hoạt động thống kê (Statistic) là một bộ phận của khoa học thống kê được thực hiện thông qua các hoạt động đơn lẻ nhưng có hệ thống bằng việc thu thập số liệu về một hiện tượng, sự việc nào đó hay là việc tập hợp các số liệu, các sự kiện về một vấn đề, để có tài liệu nghiên cứu.

## Các yếu tố cấu thành
Hoạt động thống kê bao gồm những yếu tố sau:
- Thông tin thống kê là sản phẩm của hoạt động thống kê, bao gồm số liệu thống kê và bản phân tích các số liệu đó.
- Chỉ tiêu thống kê là tiêu chí mà biểu hiện bằng số của nó phản ánh quy mô, tốc độ phát triển, cơ cấu, quan hệ tỷ lệ của hiện tượng, sự việc trong điều kiện không gian và thời gian cụ thể.
- Điều tra thống kê là hình thức thu thập thông tin thống kê theo phương án điều tra
- Báo cáo thống kê: Báo lại, tổng kết lại kết quả của thống kê

## Các hoạt động thống kê
- Điều tra, khảo sát
- Phỏng vấn, thu thập thông tin
- Tổng hợp thông tin, báo cáo
- Kiểm tra, đối chiếu, rà soát thông tin và kết thống kê
- Xây dựng báo cáo thống kê

## Quy định của pháp luật
Hoạt động thống kê có thể thực hiện dưới nhiều hình thức từ thống kê của các cá nhân cho đến Thống kê ở cấp độ Nhà nước. Ở Việt Nam hiện nay, Nhà nước đã ban hành một số văn bản pháp luật quy định về vấn đề cách thức thực hiện thống kê như:
- Luật Thống kê số 04/2003/QH1 ngày 17 tháng 6 năm 2003
- Nghị định số 40/2004/NĐ-CP ngày 13 tháng 02 năm 2004 của Chính phủ quy định chi tiết và hướng dẫn thi hành một số điều của Luật Thống kê
- Quyết định số 312/QĐ-TTg ngày 03 tháng 2 năm 2010 của Thủ tướng Chính phủ về việc phê duyệt Đề án đổi mới đồng bộ hệ thống chỉ tiêu thống kê
- Quyết định số 43/2010/QĐ-TTg ngày 02 tháng 6 năm 2010 của Thủ tướng Chính phủ về việc ban hành hệ thống chỉ tiêu thống kê quốc gia.
- Các văn bản khác về thống kê.